# Овца или вълк 2: Голям прас
„Овца или вълк 2: Голям прас“ (на руски: Волки и Овцы: Ход свиньёй) е руска компютърна анимация от 2019 година, продължение на анимационния филм „Овца или вълк“ през 2016 година. Режисиран е от Владимир Николаев и Михаил Бабенко. Премиерата на филма е на 24 януари 2019 г.
В България филмът е пуснат по кината на 3 януари 2020 г. от bTV Studios.

## Синхронен дублаж
| Роля          | Изпълнител |
| ------------- | --- |
| Бианка        | Михаела Филева |
| Грей          | Рафи Бохосян |
| Гарк          | Ненчо Балабанов |
| Мами          | Йоанна Иванова |
| Други гласове | Елена Бойчева Цветослава Симеонова Татяна Етимова Татяна Захова Янка Миланова Георги Стоянов Петър Бонев Стоян Цветков Христо Бонин Камен Асенов Петър Калчев Живко Джуранов Мартин Димитров Борис Кашев Явор Караиванов Константин Лунгов Росен Русев |

- Това е четвъртият озвучен филм на певицата Михаела Филева след „Овца или вълк“, „Смърфовете: Забравеното селце“ и „Парка на чудесата“.
- Това е петият озвучен филм на Рафи Бохосян.

| Обработка           | студио „Про Филмс“                 |
| ------------------- | ---------------------------------- |
| Преводач            | Дара Цветкова                      |
| Тонрежисьори        | Детелина Ралчевска Станислав Донев |
| Режисьор на дублажа | Анна Тодорова                      |